# Lilith (lune)
Pour les articles homonymes, voir Lilith (homonymie).
Ne pas confondre avec Lune noire (astrologie), un concept lié à l'astrologie.
Lilith ou lune noire est une lune hypothétique qui fut recherchée à partir de 1846. Elle fut nommée Lilith en 1918 par l'astrologue Sepharial et pourrait être le second satellite de la Terre. On sait maintenant qu'un tel corps n'existe pas, mais d'autres corps découverts récemment ont quelques ressemblances avec :
- 1956 : Nuages de Kordylewski
- 1996 : (3753) Cruithne
- 2006 : 2006 RH120